# Karl Hanisch
Karl Hanisch (20 gennaio 1900 – 5 marzo 1957) è stato uno schermidore austriaco, vincitore di una medaglia di bronzo ai Campionati Internazionali di scherma.